# Ernest Martin (Regisseur)

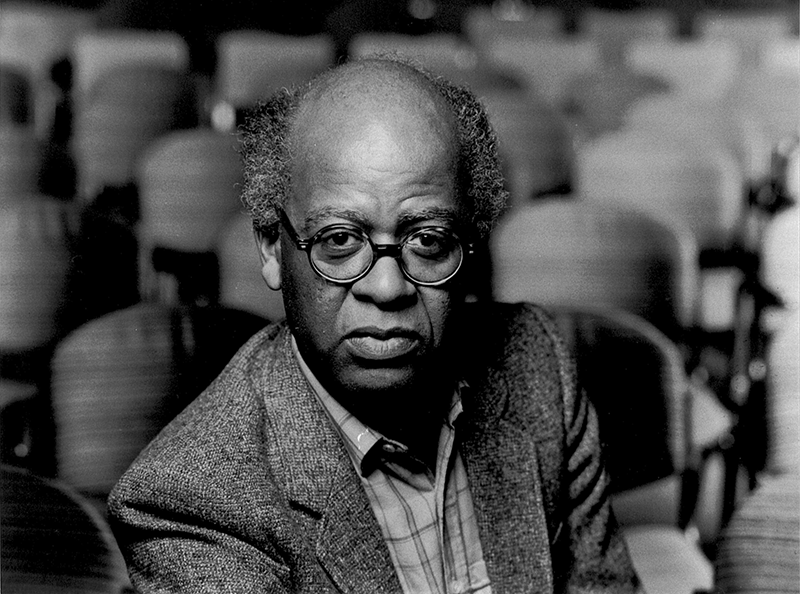
Ernest Martin als Leiter des Jungen Theaters in der Altstadt.

Ernest Martin (* 23. Februar 1932 in New York City) ist ein US-amerikanischer Regisseur, Intendant und Schauspieler, der in Düsseldorf lebt und dessen Schwerpunkt während seiner Zeit als aktiver Künstler auf der Entwicklung neuer Formen des Theaters lag. Abseits des traditionellen Theaterbetriebs realisierte er dieses Vorhaben, in dem er experimentierfreudige Amateurtheater – Gruppen gründete und leitete. So rief Ernest Martin die Theatergruppe Die Bühne ins Leben und war Mitbegründer der Düsseldorfer Theater Junges Theater in der Altstadt und Seniorentheater in der Altstadt.

## Leben und Wirken
Nachdem Ernest Martin seine Schulzeit an der im New Yorker Stadtteil Brooklyn gelegenen Boys High School beendet hatte, studierte er an der staatlichen Universität City College of New York von 1950 bis 1953 Psychologie. Danach folgte von 1954 bis 1955 ein Studium der Theaterwissenschaften an der Drama School, der in Seattle gelegenen University of Washington. Im Anschluss an sein Studium absolvierte Ernest Martin dann bis 1956 eine einjährige Lehrzeit bei dem US-amerikanischen Theaterregisseur und -produzenten Joseph Papp an dessen East 6th Street Theater. In dieser Zeit erhielt Ernest Martin viele Anregungen durch die Theatergruppe The Living Theatre, deren „unkonventionelle Herangehensweise an das moderne Theater damals in Amerika starke Resonanz auslöste.“ Bereits während seines Studiums konnte Ernest Martin erste Erfahrungen als Regisseur am Off-Broadway sammeln. 1951 inszenierte er am New Yorker Cherry Lane Theater den von ihm selbst geschriebenen Einakter Reunion. Anschließend folgten bis 1960 weitere Inszenierungen von ihm, die unter anderem am City College of New York aufgeführt wurden. Darunter waren Theaterstücke wie Sechs Personen suchen einen Autor von Luigi Pirandello oder Wir sind noch einmal davongekommen von  Thornton Wilder.

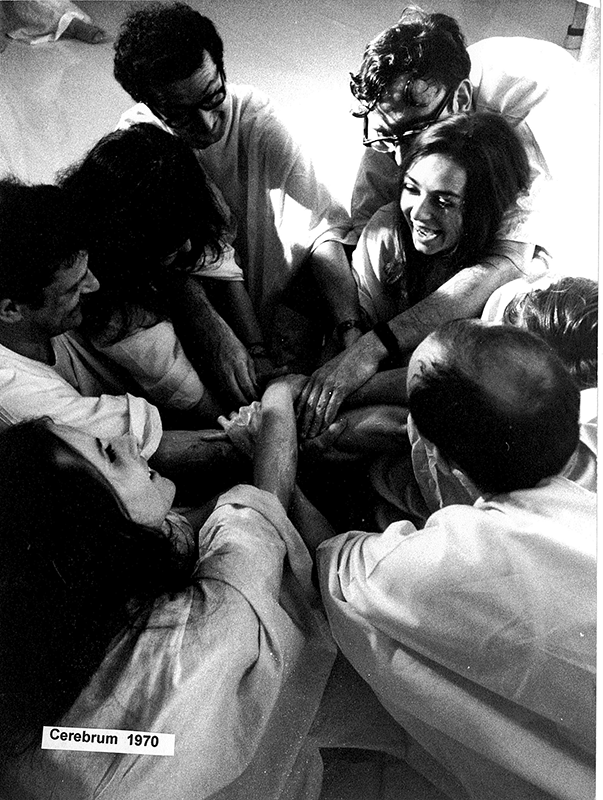
Die Bühne bei der Aufführung des selbst produzierten Theaterstücks „Cerebrum“.

Im Anschluss an eine Europareise im Jahr 1960 entschloss sich Ernest Martin dazu ab 1961 in Deutschland zu bleiben, um dort „seine langjährigen Erfahrungen mit dem Improvisationstheater und der kreativen Arbeit mit Amateuren einzubringen.“ Bei der Volkshochschule Wuppertal war man von seinen Vorschlägen angetan und er wurde von 1961 bis 1967 Leiter des dortigen Theater Studio. Daneben gründete Ernest Martin 1964 an der Volkshochschule Düsseldorf die Theatergruppe Die Bühne, welche er bis 1987 leitete. Aufmerksamkeit erzeugte die Arbeit der Gruppe Die Bühne, über die auch Der Spiegel berichtete, vor allem durch die Produktion eigener Stücke. „In den Inszenierungen verwirklichte Ernest Martin seine Vorstellung eines experimentellen Theaters, das ohne eine herkömmliche Erzählstruktur sich ausschließlich auf das gleichzeitige Zusammenspiel von Sprache, Mimik, Gestik, Bewegung, Licht, Ton, Film, Fernsehen, Zeit und Raum konzentrierte.“
Im Jahr 1984 war Ernest Martin Mitbegründer des jungen Theaters in der Altstadt in Düsseldorf, das er bis 1999 als Intendant führte, und Gründungsmitglied des dazugehörigen Trägervereins Verein Junges Theater in der Altstadt Düsseldorf. 1989 rief er dann zusammen mit dem Regisseur Wolfgang Caspar das Seniorentheater in der Altstadt ins Leben.
Neben seinen Arbeiten als Theaterregisseur und -leiter, war Ernest Martin auch als Schauspieler tätig. So wirkte er in dem Stück Master Harald und die Boys mit, das in den 1980er Jahren am Düsseldorfer und Kölner Schauspielhaus aufgeführt wurde, und war in dem Stück Mandela vor Gericht zu sehen, welches ebenfalls in den 1980er Jahren am Schauspielhaus Basel präsentiert wurde. Sein über 50-jähriges Theaterleben beendete Ernest Martin mit einem Engagement als Tänzer in der Pina Bausch – Tanzproduktion Kontakthof für Damen und Herren ab 65, die von 2004 bis 2009 mit zahlreichen Gastspielen im In- und Ausland, vor allem in Italien und Frankreich, aufgeführt wurde.
Ernest Martin lebt seit über 50 Jahren in Düsseldorf.

## Theater (Auswahl)

### Regie
- 1965–1987: Regisseur aller Inszenierungen von Die Bühne bis 1987
- 1998: Brooklyn Memoiren von Neil Simon / Junges Theater in der Altstadt

### Leitung/Intendanz
- 1961–1967: Leiter des Theater Studios an der Volkshochschule Wuppertal
- 1964–1987: Leiter der Düsseldorfer Theatergruppe Die Bühne
- 1984–1999: Intendant des Jungen Theaters in der Altstadt in Düsseldorf

### Schauspiel
- 1985–1986: Darsteller in dem Stück Master Harald und die Boys am Düsseldorfer Schauspielhaus
- 1987–1988: Darsteller in dem Stück Master Harald und die Boys am Kölner Schauspielhaus
- 1987–1988: Darsteller in dem Stück Mandela vor Gericht am Schauspielhaus Basel

### Tanz
- 2004–2009: Tänzer in dem Stück Kontakthof für Damen und Herren ab 65 / Pina Bausch – Tanzproduktion

## Sonstiges
- Aus Anlass des 85. Geburtstags von Ernest Martin würdigte das Theatermuseum der Landeshauptstadt Düsseldorf 2017/18 die Leistungen des afroamerikanischen Künstlers mit der umfassenden Retrospektive Wie alles begann… Ernest Martin und Düsseldorfs Freie Szene seit den 1960er Jahren.